# Hail Mary (альбом Iwrestledabearonce)
| Оценки критиков | Оценки критиков |
| Источник        | Оценка          |
| --------------- | --------------- |
| About.com       | [ 2 ]           |
| AllMusic        | [ 3 ]           |
| Revolver        | 3/5             |

Hail Mary — четвёртый и последний студийный альбом группы Iwrestledabearonce, вышедший 16 июня 2015 года на лейбле Artery Recordings. Продюсером альбома стал гитарист Стивен Брэдли.

## Об альбоме
Песня «Erase It All» была выпущена 6 апреля 2015 года. В качестве гостевого вокалиста стал участник группы Suicide Silence — Эдди Эрмида. Клип на песню «Gift of Death» вышел 12 мая на YouTube и Alternative Press. После выхода песня получила положительные отзывы. Второй клип «Green Eyes» вышел 9 июня.

## Написание песен
Вокалистка Кортни ЛаПланте заявила, что она сыграла большую роль в процессе написания Hail Mary, в отличие от Late for Nothing. После чувства «некой изолированности» во время процесса написания альбома, ЛаПланте сказала, что «присутствовала каждую секунду» во время записи.

## Список композиций
| №                   | Название                                                    | Длительность |
| ------------------- | ----------------------------------------------------------- | ------------ |
| 1.                  | «Gift of Death»                                             | 2:51         |
| 2.                  | «Remain Calm»                                               | 3:06         |
| 3.                  | «Green Eyes»                                                | 3:36         |
| 4.                  | «Erase It All» (при участии Эдди Эрмиды из Suicide Silence) | 3:30         |
| 5.                  | «Curse the Spot»                                            | 2:49         |
| 6.                  | «Doomed to Fail, Pt. 1»                                     | 4:13         |
| 7.                  | «Doomed to Fail, Pt. 2»                                     | 2:48         |
| 8.                  | «Killed to Death»                                           | 1:59         |
| 9.                  | «Trips»                                                     | 3:01         |
| 10.                 | «Man of Virtue»                                             | 3:13         |
| 11.                 | «Carbon Copy»                                               | 3:09         |
| 12.                 | «Wade in the Water»                                         | 3:23         |
| 13.                 | «We All Float Down Here»                                    | 3:07         |
| 14.                 | «Your God Is Too Small»                                     | 4:00         |
| Общая длительность: | Общая длительность:                                         | 44:45        |

## Участники записи
- Кортни ЛаПланте — вокал
- Стивен Брэдли — гитара, программирование
- Майк Стрингер — гитара, программирование
- Майк «Rickshaw» Мартин — бас-гитара
- Майки Монтгомери — ударные